# Iittala
Iittala, etableret som et glasværk i 1881, er et finsk designmærke indenfor designobjekter, bordtøj og kogegrej. Iittala's officielle i-logo blev designet af Timo Sarpaneva i 1956. Siden 2007 har Iittala været ejet af Fiskars.
Iittala har stærke designrødder indenfor glasvarer og glaskunst, hvilket eksempelvis kan ses i glas designet af Aino Aalto i 1932; Alvar Aalto’s Savoy Vase (Aalto Vase) fra 1936; Oiva Toikka’s Fugle af Toikka glasfuglesamling har været fremstillet siden 1962, hans glasvare sæt Kastehelmi fra 1964 og Tapio Wirkkala’s glas Ultima Thule fra 1968.
Over tid udvidede Iittala fra glas til andre materialer som keramik og metal, mens der fortsat var fokus på filosofien om progressivt, elegant og tidsløst design. Det ses i Kaj Franck’s Teema keramiske bordtøj fra 1952 og Timo Sarpaneva’s støbejernsgryde Sarpaneva fra 1960.
I nyere design ses Björn Dahlström i 1998; Heikki Orvola’s Kivi lysholdere fra 1988; Alfredo Häberli’s keramik Origo bordtøj designet i 1999 og Essence glassene fra 2001; Anu Penttinen’s Vitriini fra 2010 og bordtøjet Sarjaton bruger kramik, glas, træ, tekstiler som materialer, det er designet af Harri Koskinen, Aleksi Kuokka, Musuta og Samuji i 2012.

## Historie

### Opstarten
I april 1881, i Sydfinland i landsbyen Iittala, etablerede svenske Petrus Magnus Abrahamsson Iittala Glasbruks Aktiebolag, efter at have forladt Nuutajärvi glasværk.
Pga. mangel på faglærte glaspustere i Finland så kom de første 17 glaspustere fra Limmared glasværk i Sverige. Sammen med den lokale svenske glaspuster Johan Fredrik Gauffin, som var delejer, så skabte de de første glasobjekter 24. november 1881.
I februar 1888 forlod Abrahamsson det tabsgivende Iittala glasværk og Anders Andersson der var bestyrelsesformand overtog direktørposten. I 1865 stoppede svenskeren Anders Norstedt som administrator for Nuutajärvi glasværk og flyttede til Helsinki for at pleje sine forretningsinteresser. I 1895 besad Anders Norstedt aktiemajoriteten i Iittala Glasbruks Aktiebolag.

### Nyere tid
I 1988 fusionerede ejerne af Iittala glasværk, A, Ahlström Corporation og Wärtsilä, ejerne af Nuutajärven Lasi, Humppila glasværk og Napapiirin Lasi til Iittala-Nuutajärvi Oy. A, Ahlström beholdt 70 % af aktierne og Wärtsilä 30 %. Produktkollektionerne blev alle beholdt men mærket Iittala blev benyttet til eksport.
I 1990 blev Iittala-Nuutajärvi Oy solgt til Hackmann-koncernen, som havde overtaget Arabia og Rörstrand-Gustavsberg. Designområdet i Hackman skiftede navn til Iittala i 2003.
I 2004 købte italienske ALI Group Hackman-koncernen og frasolgte forretningsområdet Iittala oy ab til Iittala-ledelsen og den hollandske kapitalfond ABN AMRO.
I 2007 blev Iittala købt af Fiskars og det er i dag et design-mærke i Fiskars-koncernen.